# Szőllősy Klára
Szőllősy Klára (Budapest, 1913. július 28. – Budapest, 1970. november 15.) József Attila-díjas (1957) magyar műfordító, író. Teljes nevén: Sebestyén Péterné Szőllősy Klára.

## Életpályája
Szőllősy Lajos (1881–1945) főorvos, egészségügyi főtanácsos és Rott Jozefa (1890–1971) gyermekeként született. Tanári és bölcsészdoktori diplomáját a budapesti tudományegyetemen szerezte. Írói működése közrefogja műfordítói pályafutását: 1945-ig két regényt jelentetett meg, ezután két évtizeden át az orosz, német, angol, francia és görög nyelvű irodalom műveit fordította magyarra, majd utolsó éveiben ismét írni kezdett. 1945–47-ben miniszterelnökségi tolmács, 1950–53-ban az Egyetemi Orosz Intézet tanára volt, meghívott előadóként pedig a budapesti tudományegyetemen tartott szemináriumot a műfordításról. 1957-ben József Attila-díjat kapott.

## Munkássága
Ő fordított magyarra olyan modern klasszikusokat, mint Mihail Bulgakov A Mester és Margarita című regényét – olyan szállóigévé lett leleményekkel, mint „másodrendű frissességű” vagy a „Tömegír” –, Thomas Mann több művét, köztük a Doktor Faustust, olyan meghatározó 20. századi műveket, mint Theodore Dreiser Amerikai tragédiája, Katherine Mansfield elbeszélései, Leonyid Leonov több regénye, köztük az Orosz erdő, Lawrence Durrell Alexandriai négyese vagy Simone de Beauvoir önéletrajzi regénye, A körülmények hatalma. Emellett jelentékeny helyet foglalnak el fordításai sorában a 19. századi orosz klasszikusok (Csehov elbeszélései – olyan szállóigékkel, mint: „Azt zabáld, amit adnak”, „Hogy ki írta, nem tudom, de én hülye, olvasom” – , Tolsztoj számos műve – köztük az Ivan Iljics halála – és Dosztojevszkij A kamasz című regénye), de ő ültette magyarra Balzac A kispolgár természetrajza című művét és  Goethe önéletrajzát, a Költészet és valóságot is. Szépirodalmi műfordításait egészítik ki többek közt Thomas Mann és Pausztovszkij esszéinek és Turgenyev visszaemlékezéseinek, leveleinek magyarításai. Saját szépírói művei – két korai regénye kivételével – élete néhány utolsó évében keletkeztek.

## Művei
- A zeneművész (Összehasonlító tanulmány a német irodalom köréből) (Doktori disszertáció, 1936)
- Krisztina élni tanul (regény, 1943)
- Testvérek voltak (regény, 1944)
- Kiklász-kalandozások (útleírás, 1967)
- Gyalogszerrel a huszadik században (antológia saját novellafordításaiból, 1967)
- Utószó Saul Bellow Herzog című regényéhez (1967)
- Az Olimposztól Angyalföldig (regény, 1969)
- A szivárvány velünk marad (útleírás, 1971)

## Műfordításai
- Louis Bromfield: Lilli Barr (regény, 1942)
- G. B. Shaw: Trefusis úr (regény, 1942)
- Hans Werner Richter: II. Lajos és Wagner Richard (regény, 1943)
- L. Bromfield: Pierre Radier asszonyai (regény, 1946)
- A. P. Gajdar: Timur és csapata (ifjúsági kisregény, 1946)
- A. P. Csehov: Válogatott elbeszélések (1947)
- A. P. Gajdar: A dobos története (ifjúsági regény, 1947)
- L. Ny. Tolsztoj: Egy ló története (elbeszélés, 1947, Holsztomer címmel is, 1965)
- Th. Wilder: Kabala (regény, 1947)
- V. G. Korolenko: Ítélet napja (regény, 1949)
- V. G. Korolenko: Maruszja (kisregények, Határ Győzővel, Sárváry Elekkel, 1949)
- D. N. Mamin-Szibirjak: Hegyi fészek (regény, 1949)
- J. V. Tarlé: Talleyrand (1949)
- L. N. Tolsztoj: Hadzsi-Murát (kisregény, 1949)
- A. P. Csehov: Elbeszélések (1950)
- A. Sz. Szerafimovics: Erdőtűz (elbeszélés, 1950)
- Chao Ming: Energia (regény, 1951; oroszból)
- A. I. Herzen: Ki a bűnös? (regény, 1951)
- L. M. Leonov: Út az óceán felé (regény, 1951)
- D. N. Mamin-Szibirjak: Kenyér (regény, 1951)
- V. J. Siskov: Zord folyó (regény, 1952)
- V. Dobrovolszkij: Három szürkeköpenyes (regény, 1953)
- V. G. Korolenko: Egy furcsa lány és más elbeszélések (Gellért Györggyel, 1953)
- N. N. Noszov: Jóbarátok (ifjúsági regény, 1953)
- A. P. Gajdar: Csuk és Gek (elbeszélés, 1954)
- D. N. Mamin-Szibirjak: Privalov milliói (regény, 1954)
- M. M. Prisvin: Madárlátta cipó (mesék, Rab Zsuzsával, 1954)
- V. F. Tyendrjakov: Ivan Csuprov bukása (elbeszélés, 1954)
- L. N. Tolsztoj: Feltámadás (regény, 1954)
- V. Csaplina: Négylábú barátaim (ifjúsági elbeszélés, 1955)
- N. G. Csernisevszkij: Prológus (regény, 1955)
- H. Fast: Silas Timberman (regény, 1955)
- L. M. Leonov: Orosz erdő (regény, 1955)
- J. Csarusin: Nyikitka barátai (mesék, 1956)
- V. G. Korolenko: Nyelv nélkül és más elbeszélések (Gellért Györggyel, 1956)
- L. M. Leonov: Szkutarevszkij (regény, 1956)
- L. M. Leonov: Az üstökös (regény, 1956)
- A. Pogorelszkij: A fekete tyúk (mese, 1956)
- G. Greene: A csendes amerikai (regény, 1957)
- A. Maltz: A tüzes nyíl (regény, 1957)
- H. de Balzac: A kispolgár természetrajza (1958)
- Thomas Mann: Királyi fenség (regény, 1958)
- K. Mansfield: Egy csésze tea (elbeszélés, 1958)
- K. G. Pausztovszkij: Az aranyrózsa. Vallomások az írói munkáról (1958)
- K. G. Pausztovszkij: Nyugtalan ifjúság (regény, 1958)
- A. Sz. Szerafimovics: Vihar a tengeren (elbeszélés, 1958)
- L. N. Tolsztoj: Családi boldogság (regény, 1958)
- R. Davies: A mama kedvence (elbeszélés, 1959)
- B. N. Polevoj: Matvej Kuzmin utolsó napja (elbeszélés, 1959)
- L. N. Tolsztoj: Ivan Iljics halála (elbeszélés, 1960)
- O. F. Bergholz: Nappali csillagok (visszaemlékezések, 1960)
- F. M. Dosztojevszkij: A kamasz (regény, 1960)
- L. G. Gibbon: Skócia lánya (regény-trilógia, 1960)
- Thomas Mann: A varázshegy (regény, 1960)
- A. P. Csehov: Életem. Egy vidéki fiatalember elbeszélése (1962)
- L. M. Leonov: A tolvaj (regény, 1962)
- Thomas Mann: A törvény (kisregény, 1962)
- J. R. Becher: A költészet hatalma (Hajnal Gáborral, 1963)
- J. V. Bondarev: Csend (regény, 1963)
- Thomas Mann:  Válogatott tanulmányok (Lányi Viktorral, Szabó Edével, 1963)
- T. Dreiser: Amerikai tragédia (regény, 1964)
- J. W. Goethe: Életemből. Költészet és valóság (önéletrajz, 1965)
- E. G. Kazakevics: Csillag (kisregény, Nikodémusz Ellivel, Radványi Ervinnel, 1965)
- L. F. Baum: Óz, a nagy varázsló (ifjúsági regény, 1966)
- S. de Beauvoir: A körülmények hatalma (önéletrajzi regény, Rayman Katalinnal, 1966)
- J. V. Bondarev: Ketten (regény, 1966)
- Thomas Mann:  Doktor Faustus (regény, 1967)
- M. A. Bulgakov: Színházi regény (regény, 1968)
- I. G. Ehrenburg: 1925 nyara (kisregény, 1968)
- M. A. Bulgakov: A Mester és Margarita (regény, 1969)
- H. D. Thoreau: Walden (visszaemlékezések, 1969)
- L. Durrell: Alexandriai négyes (regény, 1970)
- N. Kazantzakisz: Jelentés Grecónak (visszaemlékezések, 1970)
- D. Szotiriu: Egy anatóliai boldog ember (regény, 1970)
- Th. Wilder: A teremtés nyolcadik napja (regény, 1970)
- K. G. Pausztovszkij: Jegyzetek a cigarettásdobozon (esszék, Dalos Lászlóval, 1971)
- V. G. Korolenko: A paradoxon (kisregény, Enyedy Györggyel, Gellért Györggyel, 1974)

## Származása
| Szőllősy Klára (Budapest, 1913. júl. 28.– Budapest, 1970. nov. 15.) | Apja: dévai és vajda-hunyadi Szőllősy Lajos (Déva, 1881. nov. 25.– Budapest, 1945. jan. 17.) orvos, egészségügyi főtanácsos | Apai nagyapja: dévai és vajda-hunyadi Szőllősy Lajos                               | Apai nagyapai dédapja: n. a.                                  |
| Szőllősy Klára (Budapest, 1913. júl. 28.– Budapest, 1970. nov. 15.) | Apja: dévai és vajda-hunyadi Szőllősy Lajos (Déva, 1881. nov. 25.– Budapest, 1945. jan. 17.) orvos, egészségügyi főtanácsos | Apai nagyapja: dévai és vajda-hunyadi Szőllősy Lajos                               | Apai nagyapai dédanyja: n. a.                                 |
| Szőllősy Klára (Budapest, 1913. júl. 28.– Budapest, 1970. nov. 15.) | Apja: dévai és vajda-hunyadi Szőllősy Lajos (Déva, 1881. nov. 25.– Budapest, 1945. jan. 17.) orvos, egészségügyi főtanácsos | Apai nagyanyja: galochi Tömösváry Vilma                                            | Apai nagyanyai dédapja: galochi Tömösváry Ferenc adófelügyelő |
| Szőllősy Klára (Budapest, 1913. júl. 28.– Budapest, 1970. nov. 15.) | Apja: dévai és vajda-hunyadi Szőllősy Lajos (Déva, 1881. nov. 25.– Budapest, 1945. jan. 17.) orvos, egészségügyi főtanácsos | Apai nagyanyja: galochi Tömösváry Vilma                                            | Apai nagyanyai dédanyja: malomvízi Malom Amália               |
| Szőllősy Klára (Budapest, 1913. júl. 28.– Budapest, 1970. nov. 15.) | Anyja: Rott Jozefa Klára (Budapest, 1890. jan. 2.– Budapest, 1971. febr. 5.)                                                | Anyai nagyapja: Rott Jakab (Pest, 1848– Budapest, 1909. jún. 3.) ügyvéd            | Anyai nagyapai dédapja: Rott Elkán magánzó                    |
| Szőllősy Klára (Budapest, 1913. júl. 28.– Budapest, 1970. nov. 15.) | Anyja: Rott Jozefa Klára (Budapest, 1890. jan. 2.– Budapest, 1971. febr. 5.)                                                | Anyai nagyapja: Rott Jakab (Pest, 1848– Budapest, 1909. jún. 3.) ügyvéd            | Anyai nagyapai dédanyja: Spitzer Regina                       |
| Szőllősy Klára (Budapest, 1913. júl. 28.– Budapest, 1970. nov. 15.) | Anyja: Rott Jozefa Klára (Budapest, 1890. jan. 2.– Budapest, 1971. febr. 5.)                                                | Anyai nagyanyja: Reinitz Sarolta (Pest, 1861. márc. 31.– Budapest, 1945. jan. 17.) | Anyai nagyanyai dédapja: Reinitz József orvos                 |
| Szőllősy Klára (Budapest, 1913. júl. 28.– Budapest, 1970. nov. 15.) | Anyja: Rott Jozefa Klára (Budapest, 1890. jan. 2.– Budapest, 1971. febr. 5.)                                                | Anyai nagyanyja: Reinitz Sarolta (Pest, 1861. márc. 31.– Budapest, 1945. jan. 17.) | Anyai nagyanyai dédanyja: Prager Paulina                      |